# Euagathis vermiculata
Euagathis vermiculata is een insect dat behoort tot de orde vliesvleugeligen (Hymenoptera) en de familie van de schildwespen (Braconidae). De wetenschappelijke naam van de soort werd voor het eerst geldig gepubliceerd door Simbolotti & van Achterberg in 1990.